# Lithotorus cressoni
Lithotorus cressoni là một loài tò vò trong họ Ichneumonidae.